# كينجي ماتسودا
كينجي ماتسودا (باليابانية: 松田賢二 ) (و. 1971 – م) هو ممثل، وممثل أداء صوتي ياباني، من اليابان، ولد في أوساكا، وإباراكي، أوساكا.

## وصلات خارجية
- كينجي ماتسودا على موقع IMDb (الإنجليزية)
- كينجي ماتسودا على موقع ألو سيني (الفرنسية)
- كينجي ماتسودا على موقع ميوزك برينز (الإنجليزية)
- كينجي ماتسودا على موقع أول موفي (الإنجليزية)
- كينجي ماتسودا على موقع قاعدة بيانات الفيلم (الإنجليزية)
- كينجي ماتسودا على موقع كينوبويسك (الروسية)